# Харгіта-Бей
Харгіта-Бей (рум. Harghita-Băi) — село у повіті Харгіта в Румунії. Адміністративно підпорядковане місту М'єркуря-Чук.
Село розташоване на відстані 219 км на північ від Бухареста, 13 км на захід від М'єркуря-Чука, 81 км на північ від Брашова.

## Населення
За даними перепису населення 2002 року у селі проживали 246 осіб.
Національний склад населення села:
| Національність | Кількість осіб | Відсоток |
| -------------- | -------------- | -------- |
| угорці         | 239            | 97,2%    |
| румуни         | 7              | 2,8%     |

Рідною мовою назвали:
| Мова      | Кількість осіб | Відсоток |
| --------- | -------------- | -------- |
| угорська  | 240            | 97,6%    |
| румунська | 6              | 2,4%     |